# Rue Léon Vande Woesteyne
La rue Léon Vande Woesteyne est un clos bruxellois de la commune d'Auderghem dans le quartier du Parc des Princes qui aboutit avenue des Héros sur une longueur de 170 mètres.

## Historique et description
En 1956, la société Etrimo avait commencé à construire le quartier du Parc des Princes.
En 1958, cinq nouvelles rues furent construites dans ce quartier et, en juin 1958, le conseil rendit hommage aux victimes de la Grande Guerre en leur donnant les noms suivants : F. Delincé, F. Martin, L. Savoir, P. Vanden Thoren et L. Vande Woesteyne[réf. nécessaire].
- Premier permis de bâtir délivré le 6 août 1958 pour le no 16.